# 1963 en sport
Cet article présente les faits marquants de l'année 1963 en sport.

## Automobile
- 8 septembre : à l'issue de sa victoire - la 8e de sa carrière - lors du GP d'Italie, septième épreuve de la saison, Jim Clark remporte le Championnat du monde de Formule 1 au volant d'une Lotus-Climax.
- Joe Weatherly remporte le championnat de la série NASCAR avec un montant total de 58,110 $ (USD).

## Baseball
- Les Dodgers de Los Angeles remportent les World Series face aux Yankees de New York.

## Basket-ball
- Les Celtics de Boston sont champion NBA en battant en finales les Lakers de Los Angeles 4 manches à 2.
- Paris UC est champion de France.

## Cyclisme
- Jacques Anquetil gagne le Tour de France devant le grimpeur espagnol Federico Bahamontes. Le Belge Rik Van Looy est maillot vert.

## Football américain
- 29 décembre : Bears de Chicago champion de la NFL. Article détaillé : Saison NFL 1963.

## Hockey sur glace
Ligue nationale de hockey
- Premier repêchage de joueurs dans les ligues juniors. Garry Monahan est le premier joueur à être choisi par une franchise de la LNH. Il est choisi par les Canadiens de Montréal et y jouera en 1967.
- Les Maple Leafs de Toronto remportent la Coupe Stanley 1963.

Autres compétitions
- Coupe Magnus : Chamonix est sacré champion de France.
- L’URSS remporte le championnat du monde.
- HC Villars est champion de Suisse.

## Jeux méditerranéens
- La quatrième édition des Jeux méditerranéens se tient du 21 au 29 septembre à Naples (Italie).

## Natation
- 14 juin : à Barcelone, Dmitry Komornikov bat le record du monde du 200 m brasse, le portant à 2 min 09 s 52.
- 27 juillet : Don Schollander bat le record du monde du 200 m nage libre, le portant à 1 min 58 s 8. Il est le premier nageur en dessous des 2 minutes.

## Rugby à XIII
- 12 mai : à Toulouse, Lézignan remporte le Championnat de France face à Saint-Gaudens 20-13.
- 2 juin : à Perpignan, Carcassonne remporte la Coupe de France face au Toulouse olympique XIII 5-0.

## Rugby à XV
- L'Angleterre remporte le Tournoi des Cinq Nations.
- Le Stade montois est champion de France.

## Naissances

### Janvier
- 4 janvier : Martina Proeber, plongeuse est-allemande.
- 9 janvier : Mathieu Hermans, coureur cycliste néerlandais ayant remporté 59 victoires de 1984 à 1994.
- 21 janvier : Hakeem Olajuwon, basketteur nigérian puis américain.
- 25 janvier : Per Johansson, nageur suédois.
- 26 janvier : José Mourinho, entraîneur portugais de football

### Février
- 4 février : Pirmin Zurbriggen, skieur alpin suisse.
- 5 février : Catherine Arnaud, judokate française, double championne du monde de judo en 1987 et 1989, médaillée de bronze de l'épreuve de démonstration de judo aux Jeux olympiques d'été de 1988.
- 17 février : Michael Jordan, basketteur américain.
- 18 février : Rob Andrew, joueur de rugby à XV anglais.
- 20 février : Charles Barkley, basketteur américain.
- 22 février : Vijay Singh, golfeur fidjien.
- 27 février : Francesco Cancellotti, joueur italien de tennis.
- 28 février : Claudio Chiappucci, coureur cycliste italien.

### Mars
- 13 mars :
  - Rick Carey, nageur américain, spécialiste du dos crawlé.
  - Jean-Baptiste Mendy, boxeur français.
- 20 mars : Yelena Romanova, athlète russe. († 28 janvier 2007).

### Avril
- 7 avril : Bernard Lama, footballeur français
- 11 avril :
  - Karen Briggs, judokate britannique, championne du monde en -48 kg en 1982, 1984, 1986 et 1989.
  - Jörg Woithe, nageur allemand, spécialiste des 50, 100 et 200 m nage libre.
- 15 avril : Philippe Lucas, entraîneur de natation français.
- 20 avril : Mauricio Gugelmin, pilote automobile brésilien, ayant disputé 74 Grands Prix de Formule 1 de 1988 à 1992.
- 23 avril : Paul Belmondo, pilote français, ayant disputé 7 Grands Prix de Formule 1 de 1992 à  1994.
- 25 avril : David Moyes, entraîneur écossais de football.
- 28 avril : Lloyd Eisler, patineur artistique canadien.

### Mai
- 10 mai : Laura Davies, golfeuse anglaise.
- 12 mai : Stefano Modena, pilote automobile italien, ayant disputé 70 Grands Prix de Formule 1 de 1987 à 1992.
- 24 mai : Ivan Capelli, pilote automobile italien, ayant disputé 93 Grands Prix de Formule 1 de 1985 à 1993.

### Juin
- 1er juin : Christophe Tiozzo, boxeur français.
- 19 juin : Rory Underwood, joueur de rugby à XV anglais
- 23 juin : Colin Montgomerie, golfeur écossais

### Juillet
- 4 juillet : Henri Leconte, joueur de tennis français
- 17 juillet : Matti Nykänen, sauteur à ski finlandais, quadruple champion olympique aux Jeux de Sarajevo en 1984 et de Calgary en 1988.
- 24 juillet : Karl Malone, basketteur américain.

### Août
- 15 août : Marc Girardelli, skieur alpin autrichien puis luxembourgeois.

### Septembre
- 3 septembre : Muriel Hermine, nageuse synchro française.
- 9 septembre : Markus Wasmeier, skieur alpin allemand.
- 19 septembre : David Seaman, footballeur anglais.
- 21 septembre : Trevor Steven, footballeur anglais, dont la carrière professionnelle se déroula entre 1980 et 1997.

### Octobre
- 2 octobre : Thierry Bacconnier, footballeur français. († 1er janvier 2007).
- 22 octobre : Brian Boitano, patineur artistique américain.
- 28 octobre : Christian Plaziat, athlète français.

### Novembre
- 5 novembre : Jean-Pierre Papin, footballeur français.
- 10 novembre : Mike Powell, athlète américain.
- 18 novembre : Peter Schmeichel, footballeur danois.

### Décembre
- 4 décembre : Sergueï Bubka, athlète ukrainien.
- 7 décembre : Anna Udycz, lutteuse polonaise.
- 10 décembre : Jahangir Khan, joueur de squash pakistanais.

## Décès
- 28 janvier : Gustave Garrigou, 78 ans, coureur cycliste français. (° 24 septembre 1884).
- 7 février :
  - Learco Guerra, 60 ans, coureur cycliste italien, champion du monde en 1931. (° 10 octobre 1902).
  - Arthur Carr, 69 ans, joueur de cricket anglais. (° 21 mai 1893).
- 2 décembre : Thomas Hicks, 88 ans, athlète américain, champion olympique du marathon aux Jeux de Saint-Louis en 1904. (° 7 janvier 1875).